# Evaniomorpha munda
Evaniomorpha munda är en stekelart som beskrevs av Szepligeti 1901. Evaniomorpha munda ingår i släktet Evaniomorpha och familjen bracksteklar. Inga underarter finns listade i Catalogue of Life.